# Kanton Mas-Cabardès
Kanton Mas-Cabardès (fr. Canton de Mas-Cabardès) je francouzský kanton v departementu Aude v regionu Languedoc-Roussillon. Skládá se z 15 obcí.

## Obce kantonu
- Caudebronde
- Fournes-Cabardès
- Les Ilhes
- Labastide-Esparbairenque
- Lastours
- Les Martys
- Mas-Cabardès
- Miraval-Cabardes
- Pradelles-Cabardès
- Roquefère
- Salsigne
- La Tourette-Cabardès
- Trassanel
- Villanière
- Villardonnel